# Spansk Marokko
Spansk Marokko var en spansk koloni i Nordafrika fra 1912-56.
Marokko blev besat og delt af Frankrig og Spanien i 1912. Spanien tog Rif-området i nord, havnebyen Ifni, og et stykke af Sydmarokko der stødte op til Spansk Sahara. Hovedstaden var Tétouan.
Rif-området var effektivt uafhængig under guerillalederen Abdel Krim i 1921-26.
Byen Tanger, der var under international styrelse, blev besat af Spanien under 2. verdenskrig.
Spanien trak sig tilbage fra Nordmarokko i 1956, fra Sydmarokko i 1958, og fra Ifni i 1969.
40°N 0°Ø / 40°N 0°Ø